# Ostrocerca foersteri
Ostrocerca foersteri är en bäcksländeart som först beskrevs av William Edwin Ricker 1943.  Ostrocerca foersteri ingår i släktet Ostrocerca och familjen kryssbäcksländor. Inga underarter finns listade i Catalogue of Life.